# Венцьки (Вармінсько-Мазурське воєводство)
Ве́нцьки (пол. Więcki, нім. Wenzken) — село в Польщі, у гміні Будри Венґожевського повіту Вармінсько-Мазурського воєводства.
Населення — 333 особи (2011).
У 1975—1998 роках село належало до Сувальського воєводства.

## Демографія
Демографічна структура станом на 31 березня 2011 року:
|          | Загалом | Допрацездатний вік | Працездатний вік | Постпрацездатний вік |
| -------- | ------- | ------------------ | ---------------- | -------------------- |
| Чоловіки | 169     | 31                 | 123              | 15                   |
| Жінки    | 164     | 33                 | 95               | 36                   |
| Разом    | 333     | 64                 | 218              | 51                   |